# Azatek, Vayots Dzor
Azatek là một đô thị thuộc tỉnh Vayots Dzor, Armenia. Dân số ước tính năm 2011 là 571 người.